# Chiesa di San Michele Arcangelo (Miradolo Terme)
La chiesa di San Michele Arcangelo è la parrocchiale di Miradolo Terme, in provincia di Pavia e diocesi di Lodi; fa parte del vicariato di Sant'Angelo Lodigiano.

## Storia
La prima citazione di una chiesa a Miradolo risale al XIII secolo, dato che si sa che essa, filiale della pieve di San Germano, venne tassata nel 1321 con una taglia.
Nel 1573 il vescovo di Lodi Antonio Scarampo durante la sua visita pastorale giunse alla chiesa, che risultava essere sede parrocchiale; inoltre, il presule ordinò che l'edificio venisse rifatto. Nel 1580 furono ultimati i lavori di riedificazione della chiesa.
Nel 1584, anno in cui fu attuato un riordinamento diocesano secondo le norme dettate dal concilio di Trento, risultava che i fedeli ammontavano a 500 e che il beneficio era di 1400 libre; in un documento del 1619 si legge che la parrocchiale miradolese, nella quale avevano sede le confraternite del Santissimo Sacramento, della Dottrina Cristiana e del Rosario, aveva come filiali gli oratori di Santa Maria e dei Santi Quirico e Giulitta e che il numero dei fedeli era pari 550. Nell'anno 1690 i parrocchiani erano 900 e la comunità era inserita nel vicariato di Borghetto Lodigiano.
La prima pietra della nuova chiesa fu posta nel 1750; la situazione nel 1786 era che la parrocchia, di collazione vescovile, faceva parte del vicariato di San Colombano al Lambro e che i fedeli erano 1141, saliti a 2000 nel 1859.
Nel XX secolo la chiesa, già inserita nel vicariato di San Colombano al Lambro, entro il 1989 venne aggregata a quello di Sant'Angelo Lodigiano.

## Descrizione

### Facciata
La facciata della chiesa, che è a capanna, è preceduta da un pronao tetrastilo le cui colonne, dotate di capitelli d'ordine dorico, sorreggono un timpano di forma triangolare dentro il quale s'apre un oculo; sopra vi è una finestra di forma rettangolare.

### Interno
L'interno si compone di un'unica navata, sulla quale si affacciano sei cappelle laterali; al termine dell'aula vi è il presbiterio, inframmezzato tra la sagrestia, che, posta sulla sinistra, è coperta da volta a ombrello, e la cappella invernale.